# Inspektorat Łódź Armii Krajowej
Inspektorat Łódź Armii Krajowej – terenowa struktura Okręgu Łódź Armii Krajowej.

## „Burza” w inspektoracie
Inspektorat odtwarzał 29 Pułk Strzelców Kaniowskich. Oddział partyzancki  ppor. Ryszarda Ziółkowskiego – „Sama” w obwodzie Brzeziny wytrwał do wyzwolenia. Zorganizował trzy akcje kolejowe; 14 września zdobył magazyn z bronią na stacji w Słotwinach; 11 listopada  walczył pod Strykowem. 
Bez powodzenia walczył natomiast w lasach brudzewickich oddział ppor. Stanisława Krupińskiego – „Górala”. 30 sierpnia Niemcy rozbili oddział „Wilk” ppor. Antoniego Kucharskiego – „Roggersa”. Oddział „Dzik” ppor. Henryka Sieczkowskiego – „Władysława” został zniszczony 26 listopada w Szwejkach Wielkich.

## Skład organizacyjny
Organizacja w 1944:
- Obwód Łódź Miasto AK
- Obwód Łódź Powiat AK
- Obwód Ruda Pabianicka AK
- Obwód Pabianice AK
- Obwód Łask AK
- Obwód Brzeziny AK